# EcuRed
 (septembre 2023).
EcuRed est une encyclopédie en ligne cubaine. Lancée le 14 décembre 2010 par les autorités cubaines, elle comporte à cette date un peu moins de 20 000 articles, principalement de sources universitaires cubaines, mais aussi de la Wikipédia hispanophone. 
Le 28 mai 2013, soit moins de trois ans après sa sortie, EcuRed compte plus de 104 000 articles et comptabilise environ 100 000 visites par jour, ce qui en fait un des sites les plus visités de Cuba. En plus de sa version en ligne, l'encyclopédie cubaine compte une version portable, et plus récemment, une version pour téléphones mobiles Android, laquelle fut présentée lors de la Feria Internacional Informática 2013. 

## Contenu et neutralité
D'après le site, « la philosophie du site est l'accumulation et le développement des connaissances, avec un objectif démocratique et non lucratif, du point de vue du décolonisateur ». À la différence de l'encyclopédie Wikipédia, seuls les possesseurs d'une adresse courriel finissant par « correo.cu » ont la possibilité de modifier les articles. Lors de son lancement, les articles concernaient principalement les localités cubaines ainsi que l'histoire de l'île et de la révolution cubaine. Reflétant « le point de vue du dé-colonisateur », on y trouve des portraits flatteurs des responsables et révolutionnaires cubains, notamment Che Guevara, Fidel et Raúl Castro, ainsi que des commentaires virulents sur les États-Unis et George W. Bush et donc certaines positions officielles du Gouvernement. 

## Conflits
Le 9 janvier 2013, une annonce faite sur le blog officiel d'EcuRed stipule que leur compte Twitter a été suspendu par les administrateurs de Twitter. 
« Sa seule violation (des règles et règlements Twitter) a été de s'enregistrer avec un e-mail appartenant au Joven Club de Computación y Electrónica (Club de Jeunesse d'Informatique et d'Électronique), une institution cubaine retirée de Twitter pour avoir célébré les réalisations de la Révolution à travers le hashtag #Caravana54 ». 
Deux blogueurs cubains ont également été bloqués en une semaine par Twitter, de même que tous les comptes ayant des adresses IP liées au Joven Club de Computación y Electrónica.